# José de Antequera y Castro
José Miguel Jesús de Antequera y Castro (Ciudad de Panamá, 1 de enero de 1689-Lima, 5 de julio de 1731), Caballero de la Orden de Alcántara, fue un español americano de ilustre linaje que ocupó cargos de fiscal en la Real Audiencia de Charcas y juez pesquisidor y gobernador interino en la Provincia del Paraguay.

## Estudios
Estudió en la Universidad Mayor Real y Pontificia San Francisco Xavier de Chuquisaca  desde 1702 a 1711 en la que obtuvo el título de maestro y licenciado en artes. Se doctoró en Cánones en la universidad de Charcas. El 6 de junio de 1712 se matriculó de abogado de la Audiencia de Charcas. A los 24 años, en 1713, viajó a España.

## Regreso a Chuquisaca
En 1717, después de 4 años, regresó a Chuquisaca con el cargo, otorgado por el Rey, de Fiscal protector de indios. 
El 11 de enero de 1721, la Real Audiencia de Charcas nombró al protector de indios José de Antequera y Castro como juez pesquisidor para substanciar los seis capítulos o denuncias formales, presentados ante el tribunal en contra del gobernador Diego de los Reyes Balmaceda debiéndose trasladar a Asunción para cumplir esta comisión. La figura jurídica-institucional del juez pesquisidor excedía primariamente a la del juez. Su tarea investigativa no estaba sujeta a la maraña de ataduras y procedimientos que imponía el Derecho de la época caracterizado por su falta de agilidad. A la información que debía reunir sobre cómo usaban o ejercían los cargos los funcionarios investigados sumaba su capacidad para remediar los atropellos y  poner término a la carrera de los oficiales corruptos, desaprensivos o incompetentes. Era habitual que su actuación fuera de oficio con instrucciones basadas en un esbozo de cuestionario. Las instrucciones que la Audiencia entregó a Antequera y Castro determinaban que en caso de encontrar culpable a Reyes Balmaceda: a) Debía proceder a su detención y embargo de bienes y, b) Entregar al Cabildo la carta cerrada en la que la Audiencia lo nombraba gobernador provisorio de la provincia.

## Misión en el Paraguay

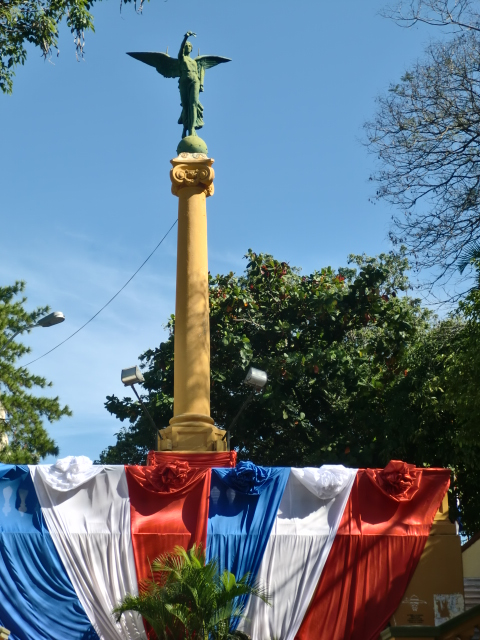
Monumento a Antequera y Castro en Asunción (Paraguay)

El 21 de julio de 1721 llegó Antequera y Castro a Asunción siendo recibido por miembros del Cabildo. En el “Memorial ajustado” escrito por Antequera quedaron registrados todos los testigos que comprobaron la veracidad de las imputaciones. El 14 de septiembre presentó al cabildo la Real Provisión para ser recibido de gobernador interino, ordenó la prisión de Reyes Balmaceda, el embargo de sus bienes junto a las de su hijo y lo mismo hizo con Juan Delgadillo impidiendo que puedan sacar de la provincia sus bienes y fugarse. La estrategia de la defensa de Balmaceda fue descalificar a los testigos en lugar de aportar pruebas que demostraran la falsedad de las acusaciones. También intentó transformar el proceso judicial de pesquisa en un juicio de residencia para ganar tiempo ya que esta solo se iniciaría al terminar su mandato. Por otro lado, para esa época, el juicio de residencia había entrado en franca decadencia. En un Auto del 19 de septiembre de 1749, el Consejo de Indias tuvo que reconocer oficialmente que los juicios de residencia estaban “maliciosamente corrompidos” habiéndose transformado en actos puramente formales. La demora también le permitiría trasladar todos sus bienes fuera de la provincia y/o transferirlos a terceros. De hecho, ya había enviado una gran cantidad de yerba mate a Jujuy donde vivía su hijo Carlos de los Reyes Balmaceda.
Durante los ocho meses en que Reyes Balmaceda estuvo prisionero en su domicilio, del cual terminó fugándose en mayo de 1722, las autoridades jesuíticas y el cabildo eclesiástico de Asunción enviaron cartas al Virrey pidiendo por su restitución, sin remitir copias a la Audiencia. 
El 21 de febrero de 1722, el Virrey firmó una Provisión en la que prorrogaba el gobierno de Reyes Balmaceda quien tomó conocimiento estando en Buenos Aires, a punto de viajar a España. En su respuesta a esa Provisión, con fecha 13 de mayo de 1722, la Audiencia envió al Virrey todos los antecedentes remitidos por el juez pesquisidor pidiendo además el reconocimiento de Antequera y Castro y que Reyes Balmaceda no retorne como gobernador por los disturbios que podría causar en la provincia. Ordenó, además, por real provisión, que las partes en litigio no realizaran ninguna novedad hasta tanto el Virrey no se expidiera por intermedio de ella. La Audiencia se apoyaba en el “derecho de suplicación”, muy arraigado en la legislación indiana, que permitía oponerse a un mandato superior si el mismo podía acarrear daños mayores a los afectados permitiendo su revisión y/o enmienda para lo cual, interín, se lo declaraba en suspenso hasta su reconsideración mediante un segundo mandato.
Con la resolución del virrey en su poder, Reyes Balmaceda intentó recuperar el gobierno.  Desde San Ignacio Guazú escribió al cabildo para que lo aceptaran nuevamente como gobernador. Cuando tuvo noticias de que venían 200 hombres para volverlo a prisión, retrocedió y buscó protección en las reducciones jesuíticas al otro lado del Paraná. Luego de estar allí seis meses, en abril de 1723, se trasladó a Corrientes cuando supo de una segunda orden virreinal de su restitución y que el gobernador de Buenos Aires había ordenado al alcalde provincial de Corrientes que fuera a Asunción con este nuevo oficio para que el cabildo lo vuelva al cargo. Este intento fracasó y el comisionado volvió a Corrientes.
Antequera y el Cabildo afirmaban que la Real Audiencia de Charcas tenía facultades para dictar órdenes de justicia. Sostenían que no se podía reponer a Reyes Balmaceda porque: a) La dispensa matrimonial que presentó para poder gobernar provenía de un funcionario de dudosa potestad y b) Por ser culpable de los delitos que se le habían imputado. La oposición a lo dispuesto por el virrey se basó en el principio de la equidad y justicia que debían tener las disposiciones de gobierno en cuanto al interés de la mayoría. El Cabildo se apoyaba en tres leyes que prevenían el abuso de los gobernantes: a) La posibilidad de apelar ante la justicia; b) No cumplir un mandato si del mismo derivaba perjuicio para los gobernados y c) Expulsión de los que perturbaban la Provincia ya sea en forma directa o a través de sus partidarios o parientes.
En diciembre de 1723 llegaron a Asunción las cartas que desde Corrientes envió Bernardo García Ros adjuntando a las mismas la Real Provisión del 8 de junio de 1723 por la que el virrey lo autorizaba a suspender el gobierno de Antequera y asumir el cargo de gobernador interino en su lugar utilizando la fuerza si fuera necesario.  El Cabildo convocó a un “Cabildo Abierto” para el día 13 de diciembre al que concurrieron 101 personas. Antequera abandonó el recinto instando a los presentes a emitir su opinión con total libertad. La conclusión fue que se acataba la decisión del virrey siempre y cuando no fuese gobernador Reyes Balmaceda por tener causas pendientes con la Real Audiencia ni tampoco un partidario de este como era el caso de García Ros. El día 14, Antequera presentó su renuncia como gobernador interino la que no fue aceptada
El 7 de agosto de 1724 el Cabildo, al enterarse de que milicias jesuíticas habían ingresado a la provincia cruzando el río Piribebuy y saqueado pueblos y estancias, ordenó que los jesuitas del Colegio de Asunción abandonaran esas instalaciones en un plazo de tres horas.  El 15 de julio de 1724, el virrey del Perú, José de Armendáriz, encomendó al gobernador del Río de la Plata,Bruno Mauricio de Zabala ir en persona para apaciguar la provincia y nombrar un gobernador interino. Esta orden recién le llegó al gobernador el 9 de octubre al mismo tiempo que la noticia de la derrota de García Ros en la batalla del Tebicuary. Ante la marcha del gobernador hacia Asunción con fuerzas muy superiores, Antequera nombró a Ramón de las Llanas como gobernador interino y en marzo de 1725 abandonó Asunción rumbo a Córdoba del Tucumán donde se refugió en un convento franciscano. De allí partió a Charcas donde fue engrillado y enviado a Lima donde arribó en abril de 1726. Allí conoció, en la cárcel, a Fernando de Mompox.

## Juicio, condena y ejecución
Al finalizar el proceso, que duró cinco años, Antequera fue finalmente condenado a morir degollado. El 5 de julio de 1731, en medio del griterío del pueblo pidiendo perdón en la Plaza de Armas de Lima, y ante el peligro de que fuera rescatado, el virrey ordenó a los soldados que hicieran fuego. Antequera recibió dos balazos que provocaron su muerte pero igual fue degollado y el verdugo levantó su cabeza mostrándola al público.